# 1968년 일본 시리즈
1968년 일본 시리즈(일본어: 1968年の日本シリーズ)는 1968년 10월 12일부터 10월 20일까지 열린 일본 프로 야구의 일본 시리즈 경기이다. 센트럴 리그 우승 팀인 요미우리 자이언츠가 총 6차례의 접전을 펼친 끝에 퍼시픽 리그 우승 팀 한큐 브레이브스를 누르고 4승 2패의 성적을 기록, 4년 연속 10번째 우승을 차지했다.

## 감독
| 소속 리그   | 소속              | 감독              |
| ----------- | ----------------- | ----------------- |
| 센트럴 리그 | 요미우리 자이언츠 | 가와카미 데쓰하루 |
| 퍼시픽 리그 | 한큐 브레이브스   | 니시모토 유키오   |

## 경기 일정
- 1차전 : 10월 12일
- 2차전 : 10월 14일
- 3차전 : 10월 16일
- 4차전 : 10월 17일
- 5차전 : 10월 18일
- 6차전 : 10월 20일

## 경기 기록
| 일시                                     | 경기   | 원정팀(선공)      | 스코어    | 홈팀(후공)        | 개최 구장            | 개시 시각 | 경기 시간  | 관중수   |
| ---------------------------------------- | ------ | ----------------- | --------- | ----------------- | -------------------- | --------- | ---------- | -------- |
| 10월 12일(토)                            | 1차전  | 한큐 브레이브스   | 5 - 4     | 요미우리 자이언츠 | 고라쿠엔 구장        | 13시 01분 | 3시간 3분  | 24,482명 |
| 10월 13일(일)                            | 2차전  | 우천 취소         | 우천 취소 | 우천 취소         | 고라쿠엔 구장        | -         | -          | -        |
| 10월 14일(월)                            | 2차전  | 한큐 브레이브스   | 1 - 6     | 요미우리 자이언츠 | 고라쿠엔 구장        | 13시 03분 | 2시간 14분 | 24,923명 |
| 10월 15일(화)                            | 이동일 | 이동일            | 이동일    | 이동일            | 이동일               | 이동일    | 이동일     | 이동일   |
| 10월 16일(수)                            | 3차전  | 요미우리 자이언츠 | 9 - 4     | 한큐 브레이브스   | 한큐 니시노미야 구장 | 13시 03분 | 3시간 5분  | 19,462명 |
| 10월 17일(목)                            | 4차전  | 요미우리 자이언츠 | 6 - 5     | 한큐 브레이브스   | 한큐 니시노미야 구장 | 13시 02분 | 3시간 39분 | 16,390명 |
| 10월 18일(금)                            | 5차전  | 요미우리 자이언츠 | 4 - 6     | 한큐 브레이브스   | 한큐 니시노미야 구장 | 13시 02분 | 2시간 54분 | 15,225명 |
| 10월 19일(토)                            | 이동일 | 이동일            | 이동일    | 이동일            | 이동일               | 이동일    | 이동일     | 이동일   |
| 10월 20일(일)                            | 6차전  | 한큐 브레이브스   | 5 - 7     | 요미우리 자이언츠 | 고라쿠엔 구장        | 13시 01분 | 2시간 59분 | 29,229명 |
| 우승: 요미우리 자이언츠(4년 연속 10번째) |        |                   |           |                   |                      |           |            |          |

## 일본 시리즈 경기 결과

### 1차전
- 10월 12일 - 고라쿠엔 구장

| 팀 | 1 | 2 | 3 | 4 | 5 | 6 | 7 | 8 | 9 | R | H  | E |
| 한큐 | 0 | 0 | 2 | 0 | 0 | 0 | 2 | 1 | 0 | 5 | 10 | 0 |
| 요미우리 | 0 | 1 | 0 | 0 | 0 | 1 | 0 | 1 | 1 | 4 | 8  | 4 |
| 승리 투수: 요네다 데쓰야(1-0) 패전 투수: 가네다 마사이치(0-1) 홈런: 한큐 – 야노 기요시(3회 2점), 오이시 기요시(8회 1점) 요미우리 – 나가시마 시게오(6회 1점) |   |   |   |   |   |   |   |   |   |   |    |   |

### 2차전
- 10월 14일 - 고라쿠엔 구장

| 팀 | 1 | 2 | 3 | 4 | 5 | 6 | 7 | 8 | 9 | R | H  | E |
| 한큐 | 0 | 0 | 0 | 0 | 0 | 0 | 1 | 0 | 0 | 1 | 5  | 2 |
| 요미우리 | 0 | 0 | 0 | 2 | 3 | 0 | 1 | 0 | X | 6 | 10 | 0 |
| 승리 투수: 조노우치 구니오(1-0) 패전 투수: 아다치 미쓰히로(0-1) 홈런: 한큐 – 나가이케 도쿠지(7회 1점) 요미우리 – 시바타 이사오(4회 2점) |   |   |   |   |   |   |   |   |   |   |    |   |

### 3차전
- 10월 16일 - 한큐 니시노미야 구장

| 팀 | 1 | 2 | 3 | 4 | 5 | 6 | 7 | 8 | 9 | R | H  | E |
| 요미우리 | 0 | 0 | 2 | 0 | 3 | 0 | 0 | 4 | 0 | 9 | 10 | 0 |
| 한큐 | 2 | 0 | 1 | 0 | 1 | 0 | 0 | 0 | 0 | 4 | 7  | 0 |
| 승리 투수: 가네다 마사이치(1-1) 패전 투수: 요네다 데쓰야(1-1) 홈런: 요미우리 – 오 사다하루(3회 2점, 5회 1점), 시바타 이사오(5회 2점), 모리 마사히코(8회 3점) |   |   |   |   |   |   |   |   |   |   |    |   |

### 4차전
- 10월 17일 - 한큐 니시노미야 구장

| 팀 | 1 | 2 | 3 | 4 | 5 | 6 | 7 | 8 | 9 | R | H  | E |
| 요미우리 | 1 | 0 | 0 | 3 | 1 | 0 | 0 | 0 | 1 | 6 | 12 | 0 |
| 한큐 | 0 | 0 | 0 | 0 | 4 | 0 | 1 | 0 | 0 | 5 | 7  | 1 |
| 승리 투수: 가네다 마사이치(2-1) 패전 투수: 이시이 시게오(0-1) 홈런: 요미우리 – 나가시마 시게오(5회 1점) 한큐 – 나가이케 도쿠지(5회 3점, 7회 1점) |   |   |   |   |   |   |   |   |   |   |    |   |

### 5차전
- 10월 18일 - 한큐 니시노미야 구장

| 팀                                                              | 1 | 2 | 3 | 4 | 5 | 6 | 7 | 8 | 9 | R | H | E |
| 요미우리                                                        | 0 | 0 | 2 | 1 | 0 | 0 | 0 | 1 | 0 | 4 | 9 | 1 |
| 한큐                                                            | 0 | 0 | 0 | 0 | 0 | 0 | 3 | 3 | X | 6 | 8 | 1 |
| 승리 투수: 가지모토 다카오(1-0) 패전 투수: 가네다 마사이치(2-2) |   |   |   |   |   |   |   |   |   |   |   |   |

### 6차전
- 10월 20일 - 고라쿠엔 구장

| 팀 | 1 | 2 | 3 | 4 | 5 | 6 | 7 | 8 | 9 | R | H | E |
| 한큐 | 1 | 0 | 0 | 0 | 0 | 0 | 2 | 1 | 1 | 5 | 9 | 0 |
| 요미우리 | 1 | 0 | 0 | 0 | 0 | 2 | 3 | 1 | X | 7 | 9 | 1 |
| 승리 투수: 호리우치 쓰네오(1-0) 패전 투수: 오이시 기요시(0-1) 홈런: 한큐 – 야마구치 후지오(8회 1점) 요미우리 – 시바타 이사오(6회 2점), 오 사다하루(7회 3점) |   |   |   |   |   |   |   |   |   |   |   |   |

## 수상 선수
- MVP : 다카다 시게루(요미우리)
- 최우수 투수상 : 가네다 마사이치(요미우리)
- 타격상 : 다릴 스펜서(한큐)
- 기능상 : 오 사다하루(요미우리)
- 우수 선수상 : 시바타 이사오(요미우리)
- 감투상 : 나가이케 도쿠지(한큐)

## 같이 보기
- 1968년 월드 시리즈